# Armée de la république de Bosnie-Herzégovine
L'Armée de la république de Bosnie-Herzégovine (en abrégé ARBiH pour Armija Republike Bosne i Hercegovine) était une force militaire régulière de la république de Bosnie-Herzégovine créée par le gouvernement de Bosnie-Herzégovine en 1992 au moment où éclata la guerre de Bosnie. À la fin de la guerre, après la signature des accords de paix de Dayton en 1995, elle fut transformée en l'Armée de la fédération de Bosnie-et-Herzégovine. En vertu de la loi votée sur la réforme de défense de l'État, les différentes et anciennes forces armées de Bosnie-Herzégovine disparurent et furent unifiées en 2005 au sein d'une seule entité appelée Forces armées de Bosnie-Herzégovine (OSBiH).

## Création et composition
L'Armée de la république de Bosnie-Herzégovine fut formée le 15 avril 1992, au début de la guerre de Bosnie. Avant la création officielle de l’ARBiH fut officiellement, il existait des groupes paramilitaires et de défense civile. Alors que La Ligue Patriote (PL) et la Défense territoriale (TO) locale étaient les armées officielles, différents groupes paramilitaires tels que les unités Zelene Beretke (bérets verts) et Crni Labudovi (cygnes noirs) se constituèrent. D'autres groupes irréguliers inclurent dans leurs rangs aussi bien des criminels que des policiers et d'anciens soldats de l'armée populaire yougoslave.
L'armée fut formée dans des circonstances précaires et elle était mal équipée en matériel militaire. Les insuffisances étaient particulièrement critiques dans le domaine des chars et des armes lourdes. Le premier commandant de l'armée fut Sefer Halilović.

## Corps et généraux
L'armée fut divisée en différents corps, chacun rattaché à un territoire particulier. En 1993, la plupart des brigades changèrent et adoptèrent l'appellation de troupes de montagne dans la mesure où le déficit en armes lourdes rendait administrativement injustifié les noms d'infanterie ou brigade blindée. En outre, le terrain bosniaque était plus adapté aux infanteries légères qu'à des brigades blindées et motorisées. 

### Corps
- 1er Corps (en): Sarajevo (HQ), Goražde
- 2e Corps (en): Tuzla (HQ), Doboj, Bijeljina, Srebrenica, Zvornik
- 3e Corps (en): Zenica (HQ), Tešanj, Gornji Vakuf, Vitez, Visoko and Lašva Valley
- 4e Corps (en): principalement Mostar (HQ) mais aussi Livno, Tomislavgrad et Trebinje
- 5e Corps (en): Bihać (HQ), Bužim et Bosanska Krajina
- 6e Corps (en): Konjic (HQ)
- 7e Corps (en):Jajce et Travnik (HQ)

### Généraux
- Alija Izetbegović (commandant suprême des Forces armées de Bosnie)
- Hasan Efendić (premier commandant des Forces bosniaques TO)
- Sefer Halilović (commandant suprême de l'ARBIH 1992-1993 ; chef d'état-major 1992-1995)
- Jovan Divjak (commandant adjoint de l'ARBIH ; chef d'état-major 1992-1995)
- Stjepan Šiber (commandant adjoint de l'ARBIH ; chef d'état-major 1992-1995)
- Rasim Delić (commandant suprême de l'ARBIH 1993-1995 ; chef d'état-major 1993-1995)
- Enver Hadžihasanović (premier commandant du 3e corps ; chef d'état-major)
- Mustafa Hajrulahović Talijan (premier commandant du 1er corps)
- Atif Dudaković (second commandant du 5e corps)
- Ramiz Dreković (premier commandant du 4e corps)
- Mustafa Polutak (quatrième commandant du 4e corps)
- Mehmed Alagić (premier commandant du 7e corps)
- Željko Knez (premier commandant du 2e corps)